# Frank Cremeans

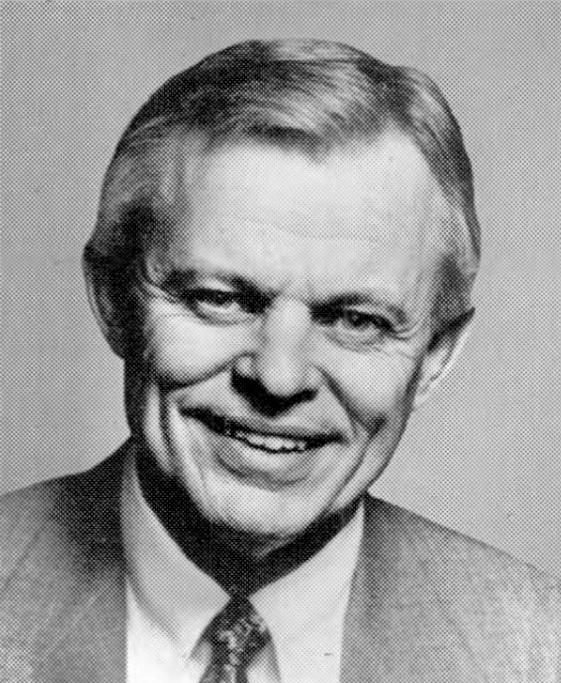
Frank Cremeans

Frank A. Cremeans (* 5. April 1943 in Cheshire, Gallia County, Ohio; † 2. Januar 2003 in Gallipolis, Ohio) war ein US-amerikanischer Politiker. Zwischen 1995 und 1997 vertrat er den Bundesstaat Ohio im US-Repräsentantenhaus.

## Leben
Frank Cremeans besuchte die Kyger Creek High School und studierte danach bis 1965 an der University of Rio Grande, ebenfalls in Ohio. Im Jahr 1969 absolvierte er die Ohio University. Danach betrieb er eine Betonfirma in Gallipolis, wodurch er Millionär wurde. Zeitweise war er auch als Lehrer und Schulverwalter tätig. Politisch schloss er sich der Republikanischen Partei an.
Bei den Kongresswahlen des Jahres 1994 wurde Cremeans im sechsten Wahlbezirk von Ohio in das US-Repräsentantenhaus in Washington, D.C. gewählt, wo er am 3. Januar 1995 die Nachfolge des Demokraten Ted Strickland antrat. Da er im Jahr 1996 gegen Strickland verlor, konnte er bis zum 3. Januar 1997 nur eine Legislaturperiode im Kongress absolvieren. 1998 strebte Cremeans erfolglos die Nominierung seiner Partei für die Kongresswahlen an. Er starb am 2. Januar 2003 in Gallipolis.